# Нейшн-Лейкс
Нейшн-Лейкс — серія з чотирьох озер у системі Нейшн-Рівер країни Омінека в центральних внутрішніх районах Британської Колумбії, Канада. Чотири озера: із заходу на схід (вниз за течією), озера Цайта, Індата, Чентло та Чучі. Парк Nation Lakes заснований у 2004 році за планом управління земельними ресурсами Форт-Сент-Джеймс і є популярним місцем для катання на каное.
Озера лежать у центральній частині країни, за 3600 км на захід від столиці Оттави. Нейшн-Лейкс лежить на висоті 876 метрів над рівнем моря. Площа 0,36 км². Найвища точка поблизу — 1690 метрів над рівнем моря, за 4 милі (6,8 км) на північ від Нейшн-Лейкс. Воно тягнеться на 0,8 милі (0,8 км) у напрямку з півночі на південь, і 1,6 кілометра в напрямку схід-захід.
В околицях Нейшн Лейкс переважно ростуть хвойні ліси. Територія навколо Нейшн-Лейкс майже незаселена, там менш як два жителі на квадратний кілометр. Територія є частиною бореального кліматичного поясу. Середньорічна температура в районі становить −1 °C. Найтеплішим місяцем є серпень із середньою температурою 12 °C, а найхолоднішим січень із −13 °C.